# Йоахім Діттмер
Йоахім Діттмер (нім. Joachim Dittmer; 26 листопада 1915, Буггенгаген, Німецька імперія — 3 листопада 1943, Катеринівка, УРСР) — німецький офіцер, майор вермахту. Кавалер Лицарського хреста Залізного хреста.

## Біографія
Народився в сім'ї Курта та Ірени Діттмер. Учасник Французької кампанії, під час якої був важко поранений. Після лікування відправлений у відставку, проте згодом пішов добровольцем на Східний фронт. Загинув у бою.

## Нагороди
- Медаль «У пам'ять 1 жовтня 1938» із застібкою «Празький град»
- Залізний хрест 2-го і 1-го класу
- Медаль «За зимову кампанію на Сході 1941/42»
- Лицарський хрест Залізного хреста (3 квітня 1943) — як гауптман і командир 1-ї роти 3-го панцергренадерського полку 3-ї танкової дивізії.